# شهرستان راجرز (اکلاهما)
شهرستان راجرز، اکلاهما (به انگلیسی: Rogers County, Oklahoma) شهرستانی در ایالات متحده آمریکا است که در اکلاهما واقع شده‌است.

## خصوصیات
شهرستان راجرز ۱٬۸۴۳ کیلومترمربع مساحت دارد.